# Market value added
 (mars 2012).
Si vous disposez d'ouvrages ou d'articles de référence ou si vous connaissez des sites web de qualité traitant du thème abordé ici, merci de compléter l'article en donnant les références utiles à sa vérifiabilité et en les liant à la section « Notes et références ».
Market Value Added (MVA) est l’écart entre la valeur de marché de l’actif économique et de son montant comptable. La MVA est une marque déposée par J. Stern et G. Stewart.
La MVA est égale au Goodwill de l’entreprise. Si la MVA est positive, l’entreprise aura créée de la valeur sinon elle aura détruit de la valeur (badwill).
La formule de la MVA est la suivante :
{\displaystyle MVA=VE-K\,}
où :
- MVA est la création de valeur (Goodwill)
- VE est la valeur de marché de l'entreprise
- K est la valeur de remplacement des actifs

Autrement écrit avec la valeur de remplacement = valeur comptable nette, on obtient :
MVA =  valeur de marché des fonds propres + de la dette nette - montant comptable de l’actif économique.
Si la valeur de marché de la dette est proche de son montant comptable, on peut approximer la MVA avec le calcul suivant :
MVA ≈ capitalisation boursière – montant comptable des fonds propres

## Lien avec l’EVA
Il est possible de relier la MVA à l’EVA : la MVA est égale à l’ensemble des EVA attendues (espérances) pour les années à venir actualisées au coût du capital (CMPC) :
{\displaystyle MVA=\sum _{t=1}^{\infty }{\frac {EVA_{t}}{(1+cmpc)^{t}}}}